# Ейнджъл
Ейнджъл (роден през 1727 г. в Голуей, Ирландия) е герой, създаден от Джос Уидън за култовия телевизионен сериал „Бъфи, убийцата на вампири“ и „Ейнджъл“. Ролята се играе от Дейвид Бореанас.

## Биография

### Ранна история
Ейнджъл е роден като Лиъм през 1727 г. До 1753 г., на възраст 26 години, той обича алкохола, жените и леността. Въпреки доброто си сърце, Лиъм се е отдал на удоволствията и няма никакви амбиции. Той е изгонен от бащината си къща и привлича вниманието на красива жена, която всъщност е вампир, на име Дарла. Тя го примамва в една алея с обещания за свят, пълен с вълнения и пътешествия и го превръща във вампир. Със загубата на душата си, Лиъм губи и всичко, което го възпира да се отдаде на тъмната си страна. В нощта, когато се изправя от гроба си, той избива цялото си родно селище. Малката му сестра, щастлива да го види отново, го кани в къщата, без да подозира за промяната в него. Преди да убие собствения си баща, той му казва подигравателно: „Сестра ми мислеше, че съм се върнал при нея. Като ангел. Тя грешеше.“ Десетилетия наред Дарла и Лиъм, вече известен като Ейнджълъс, тероризират човечеството, убиват и измъчват всеки, който пресече пътя им. Ейнджълъс измъчва младата Друзила, докато тя изгубва ума си, преди накрая да я превърне във вампир. Тя, на свой ред, превръща във вампир Спайк, който гледа на Ейнджълъс като на свой наставник и образец за поведение. Той дори го нарича свой „Йода“.
Според думите на Ейнджъл, той е видял 14 войни, без да брои тази във Виетнам. „Те така и не я обявиха официално.“

### Прокълнат
„Нямаш представа какво е да си направил всичко онова, което аз съм направил… и да те е грижа.“
Ейнджъл
През 1898 г. Ангелус убива любимата дъщеря на цигански вожд. За да си отмъсти за смъртта ѝ, кланът го проклина и възстановява душата му. Съвестта му започва да го измъчва и той е осъден на вечни угризения за стореното от него, докато е бил без душа. Безуспешно се опитва да си върне живота с Дарла, но след като не успява да убие бебе по време на боксерското въстание, за да се докаже пред Дарла, Ангелус решава да си тръгне. Заживява изолирано, избягвайки хората и изкушението да се храни с тях.
Ейнджъл пристига в Ню Йорк през 1902 г. През Втората световна война е заставен от Организация за изследване на демони да се спусне на дъното на океана, за да спаси американска подводница от трима вампири, между които и Спайк.
През 1952 г. в Лос Анджелис, Ейнджъл живее в хотел Хайпириън, който един ден ще се превърне в база на „Angel Investigations“. През този период Ейнджъл се опитва да гледа на другата страна, когато някой се нуждае от помощта му. След срещата си с млада жена на име Джуди, той е принуден да ѝ помогне, като обезоръжи мъжа, който я преследва, но след това бързо прекъсва взаимоотношенията си с нея. Тя обаче упорито се опитва да се свърже с него и накрая Ейнджъл изгражда донякъде равнодушна връзка с нея. Когато в хотела започват да стават странни неща, без да е наясно защо, Ейнджъл се чувства длъжен да помогне на обитателите му, като побеждава демона, който им влияе. Въпреки това, въздействието на демона вече е толкова силно, че Джуди предава Ейнджъл, а хората от хотела го пребиват и бесят. Това е повратна точка за Ейнджъл, защото той се сближава с хората, а накрая е огорчен от действията им и решава, че не заслужават да им помага. Много години по-късно той се завръща в хотела и открива Джуди, вече възрастна жена, измъчвана от угризения заради Ейнджъл, когото смята за мъртъв. Той ѝ прощава и я помни с добро като един от малкото си приятели.
В Ню Йорк през 1970 г. Ейнджъл попада на обир в магазин. След като крадецът застрелва продавача и бяга, Ейнджъл остава с човека, докато той умира. Неспособен да устои на изкушението, той пие от кръвта му и после е отвратен от себе си. Обрича се на скитнически живот и живее по улиците, хранейки се с плъхове. Превръща се в далечна сянка на себе си, самотен и измъчван от съвестта си. През 1996 г. той среща демон на име Уислър, който го убеждава да се включи в борбата срещу злото и да помогне на новата Убийца Бъфи Съмърс. Когато се запознава с нея в Сънидейл, Калифорния, той се представя не като Ангелус, а като Ейнджъл.

### Сънидейл
С времето, Ейнджъл и Бъфи се влюбват един в друг. Въпреки че се опитват да отрекат чувствата си, те не могат да устоят на страстта си, която става все по-силна. Когато накрая консумират връзката си, Ейнджъл изпитва миг на чисто, съвършено щастие, което разваля проклятието над него. Без човечността и съвестта си, които си отиват заедно с душата му, Ейнджъл бързо се обръща към предишната си, зла същност.
След като се превръща пак в Ангелус, той се съюзява отново със Спайк и Друзила, които са пристигнали в Сънидейл. Ангелус се забавлява като изтезава Бъфи и приятелите ѝ.
Той убива Джени Календар, член на групата на Бъфи, точно след като тя успява да открие начин да му бъде върната душата. Ангелус се опитва да събуди демона Акатла и да донесе апокалипсис на земята. Бъфи е решена да го спре, въпреки чувствата си към него. Тя успява да го надвие, но миг преди Акатла да го погълне, приятелката на Бъфи Уилоу Розенбърг връща с магия душата на Ейнджъл. Въпреки това, Бъфи го убива и така спасява света.
След по-малко от година, Ейнджъл неочаквано е освободен от Ада, появявайки се в дома си в диво състояние. Бъфи тайно му помага и се грижи за него. Възвърнал разума си, Ейнджъл разбира, че завръщането му от Ада не е случайно. Преследван от Първото Зло, приемащо образа на жертвите на Ангелус, Ейнджъл почти се самоубива, тласкан от чувство на вина. В деня, когато той решава да се изложи на слънчевата светлина обаче, започва да вали сняг, а слънцето така и не изгрява. Той осъзнава, че може би е спасен по някаква основателна причина. Двамата с Бъфи се опитват да установят истинска връзка, но след срещата си с майка ѝ, Ейнджъл взима трудното решение да напусне Сънидейл и Бъфи, в опит да ги предпази и да позволи на Бъфи да води нормален живот, доколкото това е възможно.

### Лос Анджелис
Той заминава за Лос Анджелис, където се опитва да се посвети на служба към другите. Намира подкрепа от полудемона Дойл и от Корделия Чейс, бивша съученичка на Бъфи, която се е преместила в Лос Анджелис. Тримата основават „Angel Investigations“ с идеята за защитават онези, които не могат да се защитават сами и да помагат на изгубени души да открият своя път. Дойл, който се превръща в доверен приятел на Ейнджъл, е убит и Ейнджъл решава още по – твърдо да защити хората, на които държи. Уесли Уиндъм-Прайс, който за кратко е бил Наблюдател на Бъфи и Фейт, пристига в Лос Анджелис и се присъединява към „Angel Investigations“, а няколко месеца по-късно това правят ловецът на демони Чарлс Гън и собственикът на караоке бар, демонът Лорн, който може да познава бъдещето на хора и демони, като ги слуша как пеят.
По това време, от „Wolfram & Hart“ се опитват да убият Ейнджъл, изпращайки му Убийцата Фейт. Влиянието на Ейнджъл обаче, съчетано с разкаянието на Фейт за предишните ѝ постъпки, я карат да се промени и тя се предава на полицията, за да изкупи вината си.
Дейността на Ейнджъл в Лос Анджелис започва все повече да пречи на „Wolfram & Hart“ и в опит за го поставят под контрола си, те възкресяват някогашната му любима, Дарла, но не като вампир, а като човек. После Друзила отново я превръща във вампир и Ейнджъл е съкрушен от това, че не успява да спаси Дарла. В отчаянието си, той преспива с Дарла в опит да отстрани отново душата си, но вместо това осъзнава, че призванието му все още е да се бори със злото.
Към екипа се присъединява нов член, Уинифред Бъркъл, докато Ейнджъл междувременно разбира, че платоничната му любов към Корделия се е превърнала в романтична. Преди обаче да ѝ признае чувствата си, Дарла се завръща с новината, че е бременна със сина на Ейнджъл, който ще бъде наречен Конър. Бебето обаче е отвлечено в адско измерение, където времето тече по различен начин и когато се завръща след дни, вече е станало млад мъж, отгледан да вярва, че баща му е безсърдечно чудовище.
След като побеждава божеството, наречено Джасмин, Ейнджъл получава предложение да оглави клона на „Wolfram & Hart“ в Лос Анджелис. Той решава да сключи сделка с враговете си, като в замяна пожелава спомените на Конър за адското измерение да бъдат изтрити и той да получи нормален живот.
Времето, когато управлява „Wolfram & Hart“ е трудно за Ейнджъл и изпълнено с предизвикателства и съмнения. Той се опитва да води битка със злото от самата му сърцевина, а нещата се усложняват още повече с пристигането на Спайк като призрак. Двамата споделят дълга история на убийства и хаос и повече от век са били съперници. Сега и двамата имат души, и двамата са все още влюбени в Бъфи и са се превърнали в герои, макар и коренно различни, в борбата срещу злото. Принудени да се понасят един друг, те се впускат в продължителна борба за надмощие, завършила накрая с примирие и разбирателство по пътя си към изкуплението.
В епизода „Destiny“, когато двамата се борят за възможността да отпият от Чашата на вечното мъчение, Спайк му казва: „Ти получи душата си насила. Като проклятие. За да те накара да страдаш за всички ужасни неща, които си направил. А аз, аз се борих за душата си, преминах през демонски изпитания, почти ме уби десетки пъти, но продължих да се боря. Защото знаех, че така е правилно. Това е моята съдба.“ После Спайк побеждава Ейнджъл за пръв път в общата им история. Въпреки това, двамата постигат споразумение да действат като отбор, защото заедно са смъртоносно ефективни, благодарение на дългия си опит заедно.
Накрая Ейнджъл разбира, че никога няма да може напълно да спре силите на злото, но може да нанесе тежък удар на Старшите Съдружници. Заедно с приятелите си, той решава да предизвика апокалиптичния им гняв и да си отидат, обвити в слава. Те избиват членовете на Кръга на Черния Шип, инструменти на Старшите Съдружници на Земята, чрез които те оказват влияние в политическите и икономически среди. В резултат, Уесли е убит, а Гън ранен тежко, но успява да стигне до мястото на срещата им. Заедно с Ейнджъл, Спайк и Илирия те се подготвят да влязат в битка с тъмните армии, които Старшите Съдружници изпращат срещу тях.
Създателят на сериала Джос Уидън твърди, че е възнамерявал Ейнджъл да оцелее в битката и да продължи участието си в шести сезон. Сериалът обаче е свален от екран. Комиксът „Бъфи, убийцата на вампири – осми сезон“ загатва, че Ейнджъл и Спайк ще се появяват от време на време, което означава, че двамата все пак оцеляват в битката.